# PlayStation 5
PlayStation 5 (абревиатура PS5) е домашна игрална конзола, разработена от Sony Interactive Entertainment. Обявена е през 2019 г. като наследник на PlayStation 4. Излизането ѝ на пазара е планирано за края на 2020 г. Системата ще идва в два варианта – базов PlayStation 5 с оптичен четец за дискове, както и Digital Edition без такова устройство. Sony са обявили, че новата конзола ще е съвместима с повечето игри за PlayStation 4 и PlayStation VR.
Хардуерните спецификации на конзолата са оповестени през октомври 2019 г. Тя ще е снабдена със специално пригодени SSD и видеокарта на AMD, поддържаща проследяване на лъчи.